# 熊ケ根
熊ケ根（くまがね）は、宮城県仙台市青葉区の大字。郵便番号は989-3432。人口は620人、世帯数は273世帯。宮城郡熊ケ根村、宮城郡広瀬村大字熊ケ根、宮城郡宮城村大字熊ケ根、宮城郡宮城町大字熊ケ根、仙台市大字熊ケ根を経て現在の住所となった。ここでは町村制施行以前に存在した熊ケ根村についても併せて記述する（詳細は#歴史を参照）。
かつては作並街道の熊ケ根宿があり、街道沿いの宿場町として形成された。

## 地理
宮城県中部にある宮城郡の西部、奥羽山脈の山中にある。北西から南東に流れる広瀬川が、北からくる支流の青下川に合流するところにあり、この二つの川にはさまれたところが熊ケ根である。境界は、南が広瀬川で限られ、東と北東が青下川で限られている。川で区切られないところでは、西で松峯山、北で捻木山を境界としている。
人家と耕地は、合流点付近にある径1キロメートルの河岸段丘上にある。合流点の直近は一段下がった河原で、人家はなく、昔関山街道（作並街道）が通った野川橋が広瀬川にかかる。今の国道48号は、熊ヶ根橋によって高さ数十メートルの段丘から段丘をまたぎ越す。町並みは江戸時代の頃からずっと、段丘上を東西に通る関山街道または国道48号沿いに形成されている。
1889年の合併のとき新しく生まれた広瀬村は、名取郡長袋村のうち広瀬川南岸東部の道半をあわせた。この地区は大部分上愛子に入れられたが、野川橋の向かいにあたる小さな部分は熊ケ根であった。広瀬川南岸でも、山がそのまま岸に落ち込むような所はそのまま秋保村長袋に属した。2006年現在は、かつて長袋に属した所も熊ケ根に属した所も上愛子に含められ、熊ケ根は広瀬川北岸、その対岸は上愛子となっている。
- 山
- 川 - 広瀬川、青下川

## 歴史
熊ケ根には縄文時代から古代、中世にいたるまで、今の集落とそのまわりにいくつもの遺跡があり、一貫して人が居住していた。江戸時代の安永3年（1774年）に書かれた『安永風土記書出』によると、地域名は町にある熊野社に由来するという。戦国時代の熊ケ根には国分氏の家臣六丁目氏がいて、熊ケ根城という居館を築いた。その頃には「熊金」とも書かれていた。
江戸時代には宮城郡を三分したうちの国分郷に属し、街道沿いの宿場として小さな町が形成された。安永3年（1774年）には230人の人口に対して馬が31頭いて、農耕と運送に従事した。高い段丘上にあるので、すぐそばの広瀬川から水を引きあげることはできず、西の作並村や北の青下川から遠く用水を引いて水田を開いていた。
明治時代の大区小区制では宮城県の第二大区第一小区（芋沢村、大倉村、熊ケ根村、作並村、愛子村、郷六村）に属した。変遷があって、町村制施行の際に合併して広瀬村の一部になった。熊ケ根は合併した村々の中では比較的面積が狭く、以後現在に至るまでずっと一つの部落あるいは地区としてまとまっている。広瀬村は後に大沢村と合併して宮城村になり、さらに宮城町になった。宮城町は仙台市と合併し、その中に区が設けられると、熊ケ根は青葉区の一部とされた。
- 1874年（明治7年）4月 - 大区小区制の下で第2大区第1小区に属す。
- 1876年（明治9年）11月18日 - 宮城県管内区画変更により第14小区に属す。（『宮城郡誌』による。『宮城町史』によれば8月）
- 1878年（明治11年）10月21日 -作並に戸長を置いた。管轄は作並村と熊ケ根村。
- 1894年（明治17年） - 熊ケ根村、上愛子村、下愛子村、郷六村、作並村、大倉村、芋沢村に連合戸長を置いた。
- 1889年（明治22年）4月1日 - 熊ケ根村、上愛子村、下愛子村、郷六村、作並村が合併して広瀬村になった。
- 1931年（昭和12年）仙山東線（後に仙山線）の熊ケ根駅開業。
- 1955年（昭和30年）2月1日 - 広瀬村と大沢村が合併して宮城村になった。
- 1963年（昭和38年）11月3日 - 宮城村が宮城町になった。
- 1987年（昭和62年）11月1日 - 宮城町が仙台市に編入された。
- 1989年（平成元年）4月1日 - 仙台市に青葉区が置かれ、熊ケ根はこれに属した。

| 江戸時代の村高 |                       |                       |                             |                       |
|                | 正保郷帳 （1644年頃） | 元禄郷帳 （1699年頃） | 安永風土記書出 （1774年頃） | 天保郷帳 （1833年頃） |
| 田             | 16貫873文             |                       | 26貫140文                   |                       |
| 畑             | 23貫881文             |                       | 23貫54文                    |                       |
| 村高計         | 40貫754文             | 373石8斗3升           | 49貫194文                   | 492石7斗3升           |
| 新田           | 5貫51文               |                       |                             |                       |

出典は注を参照。

## 人口
| 人口の推移         |                    |                    |                     |                     |                    |                     |                     |                     |
| 年                 | 安永3年 （1774年） | 明治8年 （1875年） | 昭和40年 （1965年） | 昭和60年 （1985年） | 平成7年 （1995年） | 平成12年 （2000年） | 平成18年 （2006年） | 平成20年 （2008年） |
| 人頭               | 26人               | -                  | -                   | -                   | -                  | -                   | -                   | -                   |
| 家数・戸数・世帯数 | 35軒               | 28戸               | 228世帯             | 251世帯             |                    | 258世帯             | 283世帯             | 280世帯             |
| 人口               | 230人              | 222人              | 1116人              | 1076人              | 977人              | 864人               | 854人               | 819人               |

出典は注を参照。

## 行政

### 肝入・検断
- 与左衛門 - 肝入・検断
- 与右衛門 - 肝入・検断
- 与左衛門 - 肝入・検断
- 伝兵衛 - 宝永5年（1708年）頃から宝永8年（1711年）頃まで肝入・検断
- 理兵衛 - 宝暦3年（1753年）10月から安永3年（1774年）以降、肝入・検断

## 産業
| 1966年の土地利用 |         |      |
|                  | 面積(a) | 比率 |
| 田               | 3399    | 39%  |
| 畑               | 1615    | 18%  |
| 樹園地           | 110     | 1%   |
| 草地             | 485     | 6%   |
| 山林             | 3154    | 36%  |
| 計               | 8763    |      |

水田と畑で農業が営まれ、地区の中心の街道沿いに商店がいくつかある。山村ではあるが、背後の山の面積は広くない。工業は1964年に小さな工場が3つあり、以後2006年現在に至るまでその数は大きく変わらないまま推移している。かつては熊ヶ根橋のたもとに熊ヶ根ラドン温泉があったが、廃業になった。

## 交通

### 鉄道
1931年（昭和6年）に、仙山東線（後の仙山線）が作並まで延長されたとき、熊ケ根に熊ケ根駅が置かれた。

### 道路

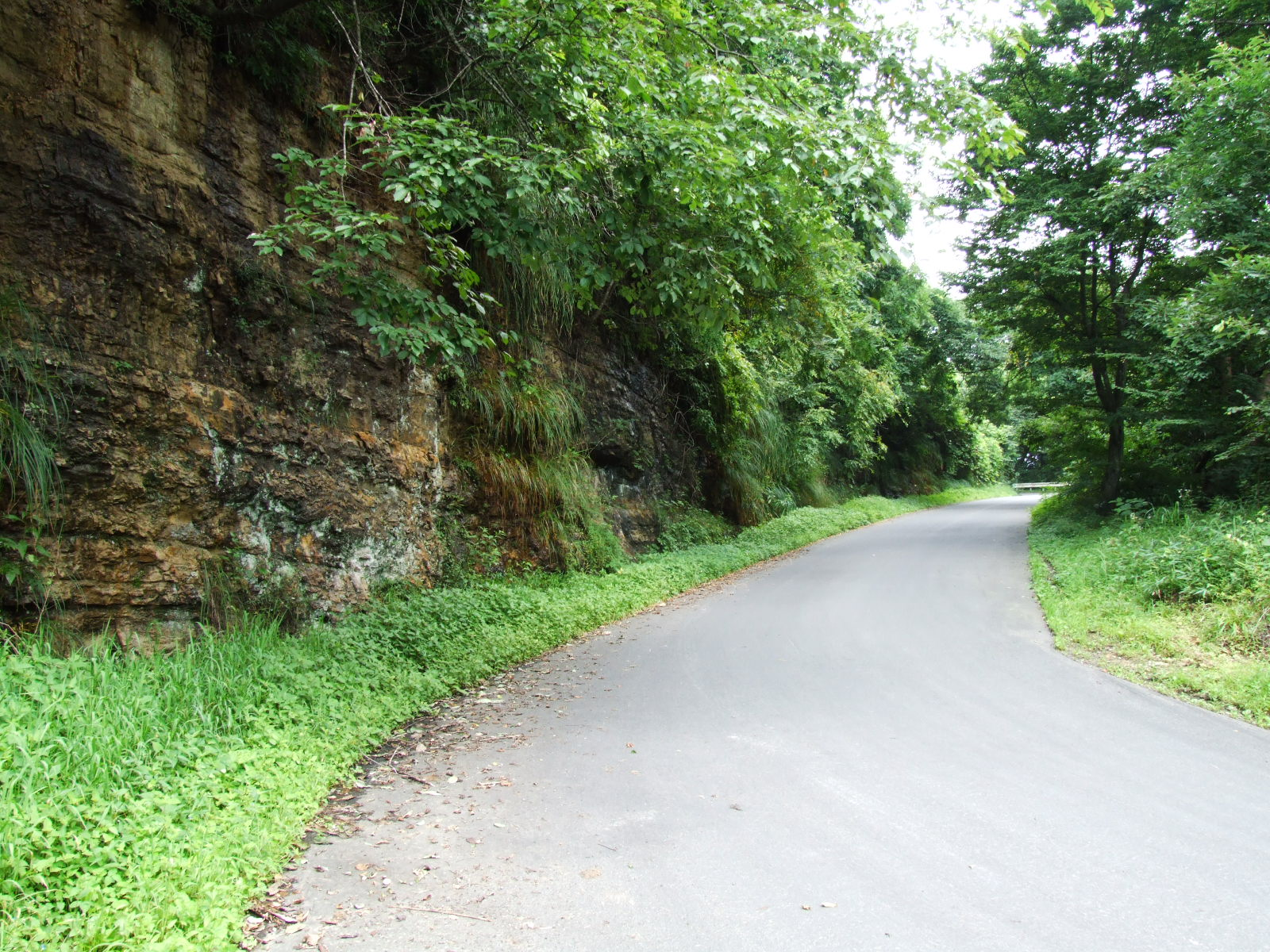
野川坂。現在の通行量は少ない（2006年7月）

江戸時代に仙台藩は、仙台から西に出て熊ケ根を通り関山峠に至る街道を整備し、熊ケ根宿をおいた。そこには小さな町場が形成された。関山街道（作並街道）、後の国道48号で、今日に至るまで熊ケ根でもっとも重要な道である。
江戸時代から1954年（昭和29年）まで、街道は広瀬川を渡る際に、人家と田畑がある河岸段丘から野川橋がある河原まで急な坂を上り下りしなければならなかった。野川坂という。大正時代に自動車が通行可能なように、Z字を描く迂路が作られた。この道路が今に残るが、熊ヶ根橋ができてからはあまり使われなくなった。熊ヶ根橋は1954年（昭和29年）に完成し、段丘から段丘へと坂なしに渡る。熊ヶ根橋の完成で、国道は以前の街道より少し南を通るようになった。
宮城県道263号泉ヶ丘熊ヶ根線は、青下川を渡って北の大倉地区に向かう道である。
- 国道48号
- 宮城県道263号泉ヶ丘熊ヶ根線

## 教育
熊ケ根に小学校が置かれたことはなく、熊ケ根の子供たちは広瀬川対岸の仙台市立上愛子小学校に通う。
1873年（明治6年）に、隣の作並村の東部に作並小学校が置かれ、2村の子供が通った。当時の作並小学校は現在より東に位置し、熊ケ根と作並の中間点にあった。作並小学校は1897年（明治30年）に愛子小学校（後の広瀬小学校）の分教場（分校）に格下げになった。小学校が国民学校と改称していた1942年（昭和17年）に、熊ケ根からみて南東にある上愛子分教場が上愛子国民学校として愛子国民学校から独立すると、熊ケ根の子供はこちらに通うことになった。
宮城町の時代、1965年（昭和40年）に壇ノ原に仙台市立熊ケ根中学校が置かれた。位置は熊ケ根駅の南、広瀬川に面した崖の上であった。1970年（昭和45年）に188人いた生徒は、1985年（昭和60年）には142人になり、減少が続いた。宮城町が仙台市に合併した後の2001年（平成13年）に、熊ケ根中学校は大倉中学校とともに廃止され、新設の広陵中学校に後を譲った。広陵中学校は熊ケ根駅からみて北にある。

## 宗教

### 寺院
興禅寺は天正年間（1573年から1591年）に六丁目氏が作ったものと伝えられ、天正16年（1588年）11月16日の日付を持つ六丁目隆重の墓がある。光西寺は元和2年（1616年）3月の創建と伝えられる。昔の街道沿いの町の東南の端に興禅寺、北西の端に光西寺という位置関係である。また、修験寺として本山派の塩流山和光院が関にあり、塩流神社の別当寺であったが、明治時代の神仏廃止令で和光院は廃寺となった。他に、江戸時代には町頭に十王堂という仏堂があったが、これについて詳しいことはわからない。
- 秀岩山興禅寺
- 中沢山光西寺

### 神社
1774年（安永4年）頃、熊ケ根村には、町に熊野社、町裏に村の鎮守である塩流山明神社、村の西部の関野（後の関）に関所神社と熊野社があった。このうち町の熊野社が、熊ケ根の名の由来と言われる。
明治時代の初めには、塩流山神社と関所神社と熊野神社があった。そのうち塩流山神社が1875年（明治8年）7月10日に村社になり、他は無格社とされた。熊ケ根村が合併して広瀬村の一部になってから、1919年（明治22年）5月23日に村の神社はみな村内の上愛子にある諏訪神社に合祀された。内務省の神社合祀政策によるもので、公的にはこのとき熊ケ根の神社は全廃された。しかし三つの神社には地元の人が祭祀を絶やさず、2006年現在まである。
- 塩流神社
- 関所神社
- 熊野神社